# Фурнивал
Фурнивал (фр. Fournival) насеље је и општина у североисточној Француској у региону Пикардија, у департману Оаза која припада префектури Клермон.
По подацима из 2011. године у општини је живело 479 становника, а густина насељености је износила 41,54 становника/km². Општина се простире на површини од 11,53 km². Налази се на средњој надморској висини од 100 метара (максималној 159 m, а минималној 84 m).

## Демографија
| 1962. | 1968. | 1975. | 1982. | 1990. | 1999. | 2011. |
| ----- | ----- | ----- | ----- | ----- | ----- | ----- |
| 254   | 280   | 263   | 289   | 478   | 501   | 479   |

График промене броја становника у току последњих година